# نایف بن فواز الشعلان
نایف بن فواز الشعلان (عربی: نايف بن فواز الشعلان؛ زادهٔ ۱۹۵۶) دیپلمات و تاجر اهل عربستان سعودی است. او در یک دادگاه در فرانسه به جرم قاچاق موادمخدر محکوم شده‌است. او در زمینه نفت در کلمبیا و ونزوئلا سرمایه‌گذاری کرده‌است.

## تجارت
نایف در صنعت نفت در کلمبیا و ونزوئلا سرمایه‌گذاری کرد.
در سال ۱۹۹۹، او دو تن کوکائین را از ونزوئلا به فرانسه قاچاق کرد. دولت فرانسه او را متهم کرد که با استفاده از وضعیت دیپلماتیک خود، مواد مخدر را به هواپیمای خصوصی بوئینگ ۷۲۷ خود منتقل کرده است. او از محکومیت فرار کرد و در سال ۲۰۰۷ به طور غیابی محکوم شد. دولت ایالات متحده نیز او را به توطئه برای توزیع کوکائین متهم کرد.